# Saint-Martin-l'Hortier
Saint-Martin-l'Hortier is een gemeente in het Franse departement Seine-Maritime (regio Normandië) en telt 198 inwoners (1999). De plaats maakt deel uit van het arrondissement Dieppe.

## Geografie
De oppervlakte van Saint-Martin-l'Hortier bedraagt 5,8 km², de bevolkingsdichtheid is 34,1 inwoners per km².
De onderstaande kaart toont de ligging van Saint-Martin-l'Hortier met de belangrijkste infrastructuur en aangrenzende gemeenten.

## Demografie
Onderstaande figuur toont het verloop van het inwonertal (bron: INSEE-tellingen).